# Vyšný Tvarožec
Vyšný Tvarožec é um município da Eslováquia, situado no distrito de Bardejov, na região de Prešov. Tem 8,21 km² de área e sua população em 2018 foi estimada em 121 habitantes.

## Demografia
| Ano:        | 1994 | 2004   | 2014   | 2024 |
| ----------- | ---- | ------ | ------ | ---- |
| Broj ljudi: | 133  | 135    | 122    | 122  |
| Razlika:    |      | +1,50% | -9,62% | +0%  |

| Ano:               | 2023 | 2024   |
| ------------------ | ---- | ------ |
| Número de pessoas: | 124  | 122    |
| Diferença:         |      | -1,61% |